# 铁球菌属
铁球菌属为古生球菌科的一个属。该属的模式种为爱和平铁球菌（Ferroglobus placidus）。

## 下属物种
- 爱和平铁球菌 Ferroglobus placidus Hafenbradl et al. 1997